# 1921年鐵路
此條目列出1921年發生有關鐵路運輸的事件。

## 事件

### 1月
- 1月15日：愛知電氣鐵道（日语：愛知電気鉄道）築港線通車。
- 1月22日：新店線通車。

### 3月
- 3月20日：大湊線通車。

### 4月
- 4月1日：大阪電氣軌道橿原線、阪急電鐵京都本線、千里線通車。

### 6月
- 6月17日：第一代上田電鐵別所線通車。
- 6月25日：田澤湖線、竹鼻鐵道線通車。

### 7月
- 7月：平溪線通車。
- 7月17日：京成電鐵千葉線通車。
- 7月20日：左澤線通車。

### 8月
- 8月19日：英國公佈了1921年鐵路法案（英语：Railways Act 1921），將英國鐵路公司併入四大鐵路公司，1923年1月1日起實行。

### 9月
- 9月2日：阪急電鐵今津線通車。
- 9月21日：美濃電氣軌道（日语：美濃電気軌道）笠松線通車。
- 9月28日：相模線通車。

### 10月
- 10月2日：筑摩鐵道島島線通車。

### 11月
- 11月1日：忠北線通車。

### 12月
- 12月1日：箱根登山鐵道鋼索線通車。
- 12月5日：路易斯維爾及納什維爾鐵路（英语：Louisville and Nashville Railroad）引入泛美號列車（英语：Pan-American (train)）來往辛辛那提和新奧爾良。